# V času enga diha
V času enga diha je debitantski studijski album slovenskega raperja Trkaja. Izšel je leta 2004 pri založbi Nika Records. Album je nastal tako, da je založba Nika Records na tekmovanju v freestyle rapanju v Klubu K4 v Ljubljani ponudila zmagovalcu snemanje albuma. Zmagovalca sta bila dva – N'toko in Trkaj. Trkaj je tako posnel ta album, N'toko pa je posnel in leta 2003 izdal album Cesarjeva nova podoba.
Album je produciral Dejan Radičević, ki je bil pred tem znan po sodelovanju z rock skupinami Siddharta, Big Foot Mama in D-Fact. Negativne ocene albuma so bile predvsem na račun preveč "spolirane" produkcije.

## Kritični odziv
V reviji Mladina, kjer sta bila v isti recenziji ocenjena albuma V času enga diha in Cesarjeva nova podoba, je recenzent (podpisan s psevdonimom Napo-Lee-Tano) zapisal: "Trkaj je svojo pot zastavil drugače [od N'toka]: po štiridesetdnevnem meditativnem peš romanju v Španiji, se je odločil za sodelovanje z Dejanom Radičevičem, ki se je po produciranju slovenskih poprockerjev tokrat prvič soočil s produkcijo hiphop plošče. Trkajevo rimanje je podložil s spoliranimi beati, napolnjenimi z že kar kičastimi (godalnimi) vložki in tako razočaral tiste, ki smo pričakovali vsestransko ostrega, uličnega Trkaja, saj je največja hiba plošče prav konceptualni razkorak med vsebino (besedila) in obliko (produkcija)."
Za RockOnNet je Nina Jenko napisala: "Ob poslušanju njegovih rim ne dobimo občutka, da se z zlaganjem le-teh ukvarja, ker je to pač v modi, temveč – ker nam želi nekaj povedati. Res povedati."

## Seznam pesmi
| Št. | Naslov                         | Dolžina |
| --- | ------------------------------ | ------- |
| 1.  | „Štorkljin let‟                | 3:32    |
| 2.  | „Ples preko cest‟              | 3:22    |
| 3.  | „Dihi z mano‟                  | 2:38    |
| 4.  | „Odštevanje‟                   | 3:50    |
| 5.  | „Ostani zvest‟                 | 3:59    |
| 6.  | „Vse, kar mam‟                 | 3:25    |
| 7.  | „Ljuba Ana‟                    | 3:30    |
| 8.  | „Skit‟                         | 1:02    |
| 9.  | „Janezek‟                      | 4:04    |
| 10. | „Ni dvoma‟                     | 3:24    |
| 11. | „Vse se vrača‟                 | 3:23    |
| 12. | „Klobuk dol‟                   | 2:49    |
| 13. | „Zadnji svoje vrste feat. bMD‟ | 3:25    |

## Zasedba
- Trkaj – vokal, besedila
- Matej Mršnik – kitara
- Gaber Radojevič – kitara
- Anže Langus – bas
- Neža Buh – klaviature
- Mate Brodar – spremljevalni vokal
- Dejan Radičević – produkcija, miks, aranžmaji, spremljevalni vokal